# (21001) Трогрлик
(21001) Трогрлик (лат. Trogrlic) — астероид, относящийся к группе астероидов пересекающих орбиту Марса. Он был открыт 1 апреля 1987 года французским астрономом Аленом Мори в Паломарской обсерватории и назван в честь родственников первооткрывателя.

Орбита астероида Трогрлик и его положение в Солнечной системе